# Poplava sv. Elizabete (1421)
Poplava sv. Elizabete leta 1421 je bila poplava Grote Hollandse Waard, območja na današnjem Nizozemskem. Ime je dobil po prazniku svete Elizabete Madžarske, ki je bil prej 19. november. Na lestvici najhujših poplav v zgodovini je na 20. mestu. V noči z 18. na 19. november 1421 je močno neurje v bližini obale Severnega morja povzročilo, da so se nasipi na več mestih pretrgali in nižje ležeče polderje je poplavilo. Številne vasi je pogoltnila poplava in so bile izgubljene, kar je povzročilo med 2.000 in 10.000 žrtev. Nasip se je predrl in poplave so povzročile obsežno opustošenje v Zelandiji in Holandiji.

## Posledice
Ta poplava je ločila mesti Geertruidenberg in Dordrecht, ki sta se pred tem borili drug proti drugemu med (državljansko) vojno trnka in trske. Večina zemlje je ostalo poplavljeno tudi od tega dne. Dolgoročno je ta poplava negativno vplivala na razvoj Dordrechta. Striene je izginil. Mesto, ki je prej tekmovalo s sosednjo občino Mont-Sainte-Gertrude, je bilo odtlej ločeno od nje, vendar je bilo ločeno tudi od svojega zaledja, kar je škodovalo razvoju njegove trgovine. Poleg tega je ustvarjanje novih vodnih poti zaradi poplav omogočalo trgovcem, da se izognejo trgu v Dordrechtu. Prenehalo je biti glavno mesto Nizozemske.

## Vodi iztrgani predeli
Večji del območja je ostal poplavljen več desetletij. Vodi iztrgani deli so otok Dordrecht, otok Hoeksche Waard in severozahodni Severni Brabant (okoli Geertruidenberga ). Večina območja Biesbosch (veliko naravno območje na Nizozemskem) je od takrat poplavljena.

## Vzrok poplave
Vzrok poplave je bil močan zunajtropski ciklon. Voda zaradi neurja v Severnem morju je prišla navzgor po rekah, zaradi česar so se nasipi prelili in prebili. Poplava je dosegla velik morski rokav med južno Nizozemsko in Zelandijo) in uničila Grote Hollandse Waard. Na spodnji točki, kjer je poplavna voda dosegla mesto Dordrecht, je točka, kjer poplavna voda ostaja še danes.

## Legenda o mački in zibelki
Po legendi je voda odnesla otroka skupaj s posteljico in mačko. Ko se je poplava umaknila, so se ljudje odpravili ven, da bi ocenili preživele. Zagledali so zibelko, ki je plavala na vodi, in se pripravili na najhujše: možnosti, da bi otrok preživel, so se zdele majhne. Ko se je kolebnica približala obali, so opazili mačko, ki je mrzlično skakala iz enega kota v drugega in obupano ohranjala ravnotežje. Izkazalo se je, da so mačje akrobacije uspele držati posteljico pokonci in preprečiti, da bi se prevrnila. Mački je to menda tako dobro uspelo, da je celo posteljnina mirno spečega dojenčka ostala suha.